# Castelul Vincennes
Castelul Vincennes (în franceză Château de Vincennes) este o fostă reședință regală situată în orașul Vincennes, la sud-est de Paris. Este pe lângă Luvru și Palatul Versailles unul din cele mai faimoase castele  din istoria Franței. Donjonul castelului are 52 m înălțime: este una dintre cele mai înalte fortărețe de câmpie din Europa, împreună cu donjonul castelului de la Crest din departamentul Drôme. Adăpostește începând din anul 1948 serviciul istoric al apărării și este în prezent deschis publicului.

## Istoric

### Rezidență regală

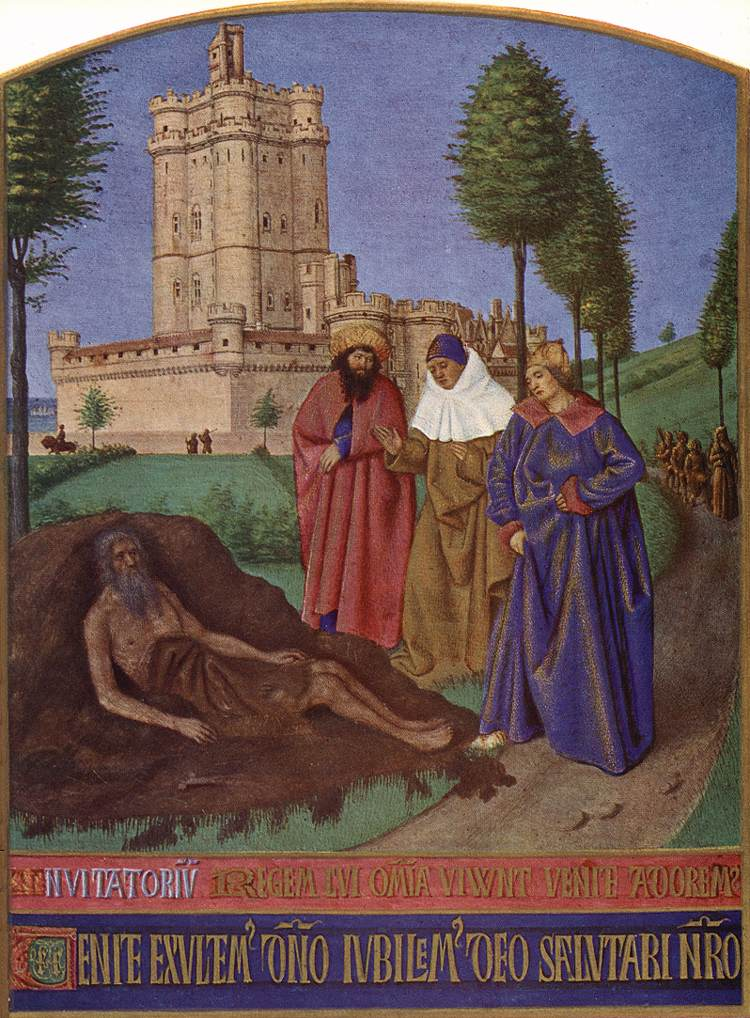
Orele lui Étienne Chevalier, ca. 1450

Mai întâi o proprietate publică, Bois de Vincennes a intrat progresiv în posesiunea a regilor Franței în cursul secolului al XVI-lea. Prima cabană de vânătoare a fost creată de Ludovic cel al VII-lea (1120–1180). Locul prezintă mai mult avantaje: pădurea pentru vânătoare, proximitatea Parisului, a răului Sena și a două drumuri romane. Conacul capețian (în franceză manoir capétien) poartă denumirea a dinastii Capețienilor, referitor la regele care l-au construit. Conacul a devenit repede un loc favorit pentru recreere și sărbători. L-a găzduit de mai multe ori, printre altele, pe Sfântul Ludovic (1120–1180), descris de Jean de Joinville distribuind dreptate sub stejarul de la Vincennes. Conacul fost demolat în anul 1684 și în prezent rămân numai ruine.
Donjonul a fost proiectat de Filip al VI-lea al Franței în 1361, la începutul al Războiului de 100 de Ani. Lucrările de fundații s-au lansat în perioada 1336–1340. Ioan al II-lea le-a reluat după ce s-a întors din captivitate. În timpul ce era prizonier englezilor, starostele neguțătorilor ai Parisului, Étienne Marcel, s-a revoltat împotriva regentului, viitorul rege Carol al V-lea, iar s-a declanșat marea răzvrătire a țăranilor, Jacqueria. Astfel Ioan al II-lea s-a convins de necesitatea unei rezidente regale fortificate aproape Parisului. Prima tranșă a lucrărilor s-a lansat în 1361. Înalt de 52 de metri, pe cinci etaje, a fost terminat circa 1369 sub domnia fiului acelui, Carol al V-lea, sub conducerea arhitectului Raymond du Temple. Donjonul a fost înconjurat ulterior de mari ziduri cu nouă turnuri. Circa anul 1390 lucrările au fost lansate pentru o capelă similară cu Sainte-Chapelle de la Paris. Terminată doar sub domnia lui Henric al II-lea (1547–1559), a fost una dintre primele capodoperele ale stilului gotic flamboaiant. La începutul al secolul al XV-lea, Castelul Vincennes se întindea pe mai mult de zece hectare; includea clădiri rezidențiale, religioase și militare, pe scurt toate elementele necesare pentru viața cotidiană a curții regale și administrarea regatului.
În secolul al XVI-lea, după Fronda (1648–1653), o mișcare de revoltă a burgheziei Parisului și a nobilimii, Cardinalul Mazarin a identificat Castelul Vincennes ca o locație securizată pentru familia regală, care a trebuit să fug de la Palatul Luvru. După ce a fost numit guvernatorul de la Vincennes în 1652, a încredințat arhitectului Louis Le Vau un vast program de construcții. Pentru a transforma vechiul castel într-o rezidență modernă, Le Vau a construit două pavilioane gemene, una pentru regina mamă Ana de Austria și Cardinalul Mazarin, și cealaltă pentru tânărul rege Ludovic al XIV-lea și soția sa Maria Tereza, infantă a Spaniei. Lucrările au fost terminate pentru cei douăzeci ani ai regelui. Totuși, castelul și-ar pierdut statutul de reședință regală în anul 1682, când Ludovic al XIV-lea s-a mutat definitiv la Palatul Versailles.

### Închisoare

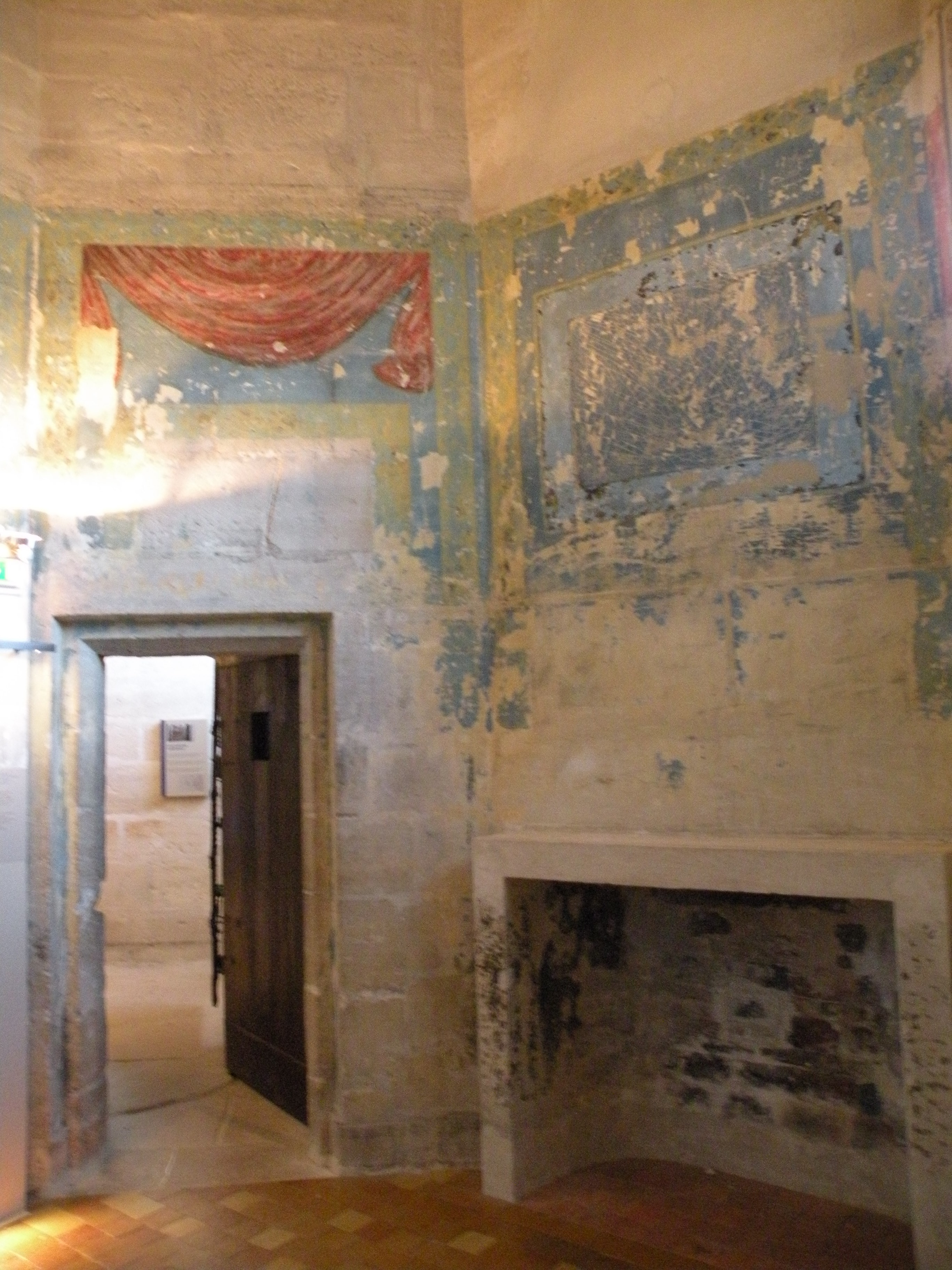
Celula Monseniorului Boulogne

Începând cu secolul al XVI-lea castelul a inclus o închisoare regală, care a găzduit deținuții obișnuiți, dar mai ales prizonieri de stat. Aceștia au fost mai întâi mari aristocrați acuzați de sedițiune. Henric de Navarria, viitorul rege Henric al IV-lea, a fost deținut în Vincennes în anul 1574 în cursul al Războaielor religioase. Ducele de Vendôme, liderul unei conspirație împotriva cardinalului Mazarin, a fost întemnițat în 1643, dar a evadat în 1648 prin drumul de straja. Cardinalul de Retz (1652–1664) și prințul de Condé au fost și închiși pentru rolul lor de lideri în Fronda. În 1661, supraveghetorul deposedat de finanțe, Nicolas Fouquet, a fost deținut în donjonul în timpul procesului său pentru însușirea ilegală de fonduri ale statului și lezmajestate, înainte de a fi transferat la donjonul de la Moret-sur-Loing. În perioada respectivă, fiecare etaj se afla o cameră centrală, la care conduceau patru celule în cele patru colțuri. Condițiile de detenție erau destul de blânde: prințul de Condé era autorizat să vâneze și să locuiască cu soția sa, cu care a avut trei copii în cursul detenției sale. Închisoarea adăpostea numai câteva prizonieri la un moment dat. 
În Epoca Luminilor au fost închiși oameni de litere, cum ar fi Denis Diderot (1749). La fel ca și la Bastille, prizonieri erau deținuți la o lettre de cachet din cadrul a justiției așa-zisă „reținută” regelui, adică exercitată direct de regele. Activitatea de închisoare s-a dezvoltat în cea de-a doua parte a secolului. Marchizul de Sade a fost întemnițat în perioada 1777–1784 la cererea a familiei sale pentru viața sa scandaloasă. Condamnare la moarte pentru răpire și seducere a Contelui de Mirabeau a fost înlocuită cu pedeapsa cu închisoarea și acesta a fost deținut la Vincennes în perioadă 1777–1780. In donjonul a scris Essai sur les lettres de cachet (Eseu asupra lettres de cachet).
În timpul Revoluției franceze închisoarea, care nu găzduise niciun prizonier din 1784, a fost deschisă din nou în 1790. Sub Primul Imperiu, în 1804, închisoarea a găzduit prizonieri condamnați în conspirația lui Cadoudal împotriva lui Napoleon Bonaparte. S-a folosit în 1811 pentru câțiva înalți demnitari ai Bisericii Romano-catolice, care se opun încălcării ale prerogativelor Papei: Monseniorul Hirn, episcopul din Tournai, Monseniorul de Broglie, episcopul din Gent, și Monseniorul de Boulogne, episcopul din Troyes. Acesta a fost ținut în detenție încă o dată în 1813. Cu această ocazie, a realizat în celula sa fresce păstrate până în prezent. 
După căderii Monarhiei din iulie în 1848, liderii republicani Armand Barbès, François Raspail și Auguste Blanqui au fost arestați de Adunarea constitutivă conservatoare și deținuți în donjonul. În cursul Comunei din Paris, mai mult de 400 de communards au fost închiși în celulele de la Vincennes, unde au lăsat multe graffiti.

### Fortăreața militară

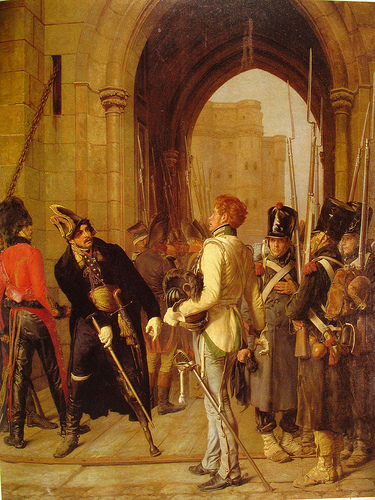
Generalul Daumesnil refuză să predea Castelul Vincennes, 1882

Apoi a fost destinat diverselor utilizări: a adăpostit temporar o companie a elevilor subofițeri după crearea a Școala militară în 1751, o manufactură de porțelan (viitoarea Manufactură regală de la Sèvres) în perioada 1740–1756, o manufactură de faianță în perioada 1767–1786 și o brutărie în perioada 1784–1790.
În timpul Revoluției franceze închisoarea, castelul a fost aproape de a fi demolat în 1791 ca un simbol regal; a fost salvat prin intervenția trupelor și a marchizului de Lafayette. Apoi a găzduit un depozit de praf de pușcă, un parc de artilerie și mai multe unități de trupe. În timpul Consulatului, în 1804, a fost martorul execuția ducelui de Enghien, ultimul moștenitor din Casa de Condé. În 1808 Napoleon I a dat definitiv castelului un obiectiv militar. Crenelurile turnurilor a fost tăiate pentru circulare și tir din tunuri. 
În 1841 Fortul Nou a fost construit în apropiere pentru a răspunde nevoilor ale războiul modern, ca parte a „incintei Thiers” – a fost detașat din domeniul castelului în 1931 după construirea unei străzi, Cours des Maréchaux, între ambele clădiri. În prezent Fortul Nou este inclus în arondismentul 12 din Paris. În cursul Războiului franco-german din 1870, castelul a fost folosit ca tabără de antrenament de Guvern de Apărare Națională și Regimentului de linie 137 a fost cazarmat în Fortul Nou. Un observator militar a fost amenajat pe vârful donjonului; a fost folosit efectiv din cadrul bătăliei de la Champigny pentru a rupe asediul Parisului.
În timpul Primului Război Mondial, castelul s-a transformat într-un depozit de armament și de alimente pentru reaprovizionarea a Parisului. Cuptoare noi de pâine au fost construite lângă cazemate, în timp ce turme de oi și cirezi de vaci păștea aproape de pădurea. Castelul a fost și martorul unei noi execuții în anul 1917: condamnată la moarte pentru înaltă trădare și spionaj de Consiliul de Război, fosta dansatoare exotică Mata Hari a fost împuscată de către plutonul de execuție la poligonul de tir.
În timpul celui de-al Doilea Război Mondial, trei divizii ale Waffen-SS (Totenkopf, Leibstandarte Adolf Hitler și Das Reich) au ocupat Fortul Nou. Când au abandonat cazarma la eliberarea Parisului, au aruncat în aer depozitele de muniții de la castelul și au dat foc pavilioanelor regale, provocând daune majore. Începând cu 1948 castelul a găzduit serviciul istoric al armatei, cel al forțelor navale și cel al forțelor aeriene, care s-au întrunit în 2005 în calitate de serviciul istoric al apărării. În paralel au început lucrări mari de renovare, care continuă până în prezent. 

### Monument istoric
Donjonul și fațade ale pavilioane clasice au fost clasați monumente istorice în 1913. La scurt timp după aceasta, Ministerul de Război le-a concesionat administrații Artelor Frumoase și a autorizat deschiderea către public, sub rezerva nevoilor ale apărări naționale. Clasarea castelului a fost extinsă la împrejurimile în 1993 și în 1999.

## Descriere

### Donjonul
Donjonul este un turn pătrat cu latura de 16.20 m și cu o înălțime de 52 m – cel mai înalt din Europa în momentul respectiv –; zidurile are o grosime de 3.2 m. Este înconjurat de șanțuri umplute cu apă. Intrarea principală se face prin un pod fix, protejat de o barbacană, care conduce la un casteluț (châtelet), în acest caz o poartă încadrată de o pereche de turnuri. Poarta însăși este apărată de o hersă și de găuri în tavan (assommoirs sau murder-holes), prin care se puteau lansa proiectile asupra atacatorilor pentru a le asoma. Casteluțul era și decorat cu statui în nișe și cu steme sculptate, care au fost mutilate în timpul Revoluției. În interior se află cabinetul regelui, însoțit de birouri pentru notarii-secretarii regali în turnulețele laterale. 
Cămașa donjonului a fost construită după casteluțul; include drumuri de strajă protejate de creneluri cu console – primele exemple de acest gen. A fost și folosită ca un loc de plimbare, cu vedere spre Paris și spre pădurea. Drumul era initial descoperit, ceea ce explică prezența găurilor pentru evacuarea a apelor de ploaie. Acoperișul din lemn datează din secolul al XVII-lea. În cele patru colțuri ale incintei se află o gherită. Terasa vastă poate să adăpostește mașini de război. Cazematele pe lângă zidurile au fost construite în secolul al XIX-lea.
Fiecare etaj donjonului urmează același model: constat într-o singură cameră cu un stâlp central, care susține bolta pe ogive. În Evul mediu, parterul adăpostea bucătăriile și locuințele servitorilor. Pe primul etaj se află Sala Consiliului, care era folosită și pentru recepțiile oficiale. Este conectată cu cabinetul regelui printr-o pasarelă. Zidurile sălii erau initial acoperite cu lambriuri de lemn decorate cu tapiserii, care asigura și izolație termică. Cele patru colțuri ale sălii sunt încă decorate cu basoreliefuri care reprezintă cele patru simboluri ale Evangheliștilor; în centrul zidurilor sunt reprezentări ale profeților Isaia, Ieremia, Daniel și Ezechiel. Pe etajul al doilea se afla camera regelui și un oratoriu. Pe etajul al treilea erau camera familiei regale, o sală de lenjerie și tezaurul. Etajul al patrulea era o mansardă. Etajul al cincilea era destinat apărării donjonului. Începând cu secolul al XVI-lea, primele trei etaje ale donjonului au fost transformate într-o închisoare. Prin urmare, ferestrele au fost ziduite. În prezent celula așa-zisă lui Mirabeau este reconstituită pentru public pe etajul întâi.

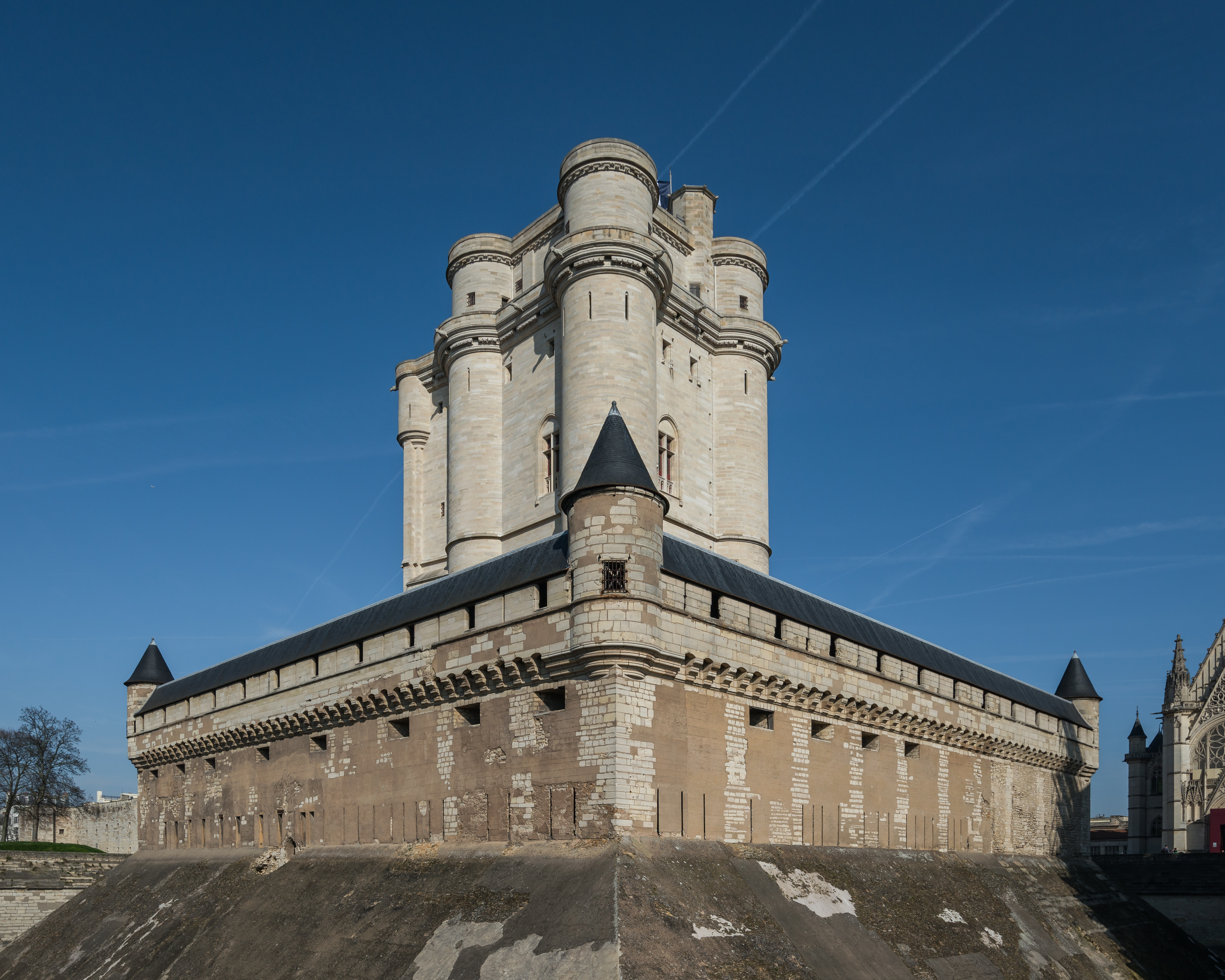
Donjonul înconjurat de cămașa sa
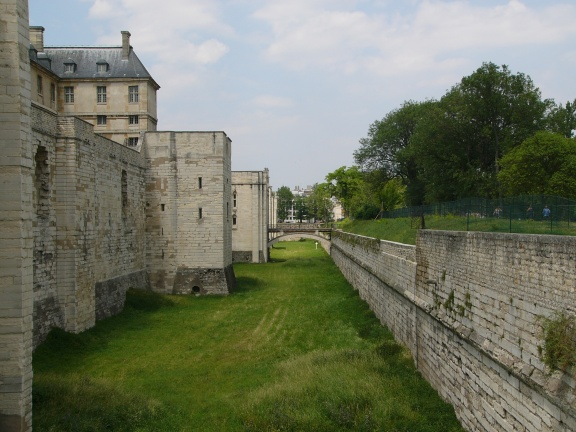
Șanțurile
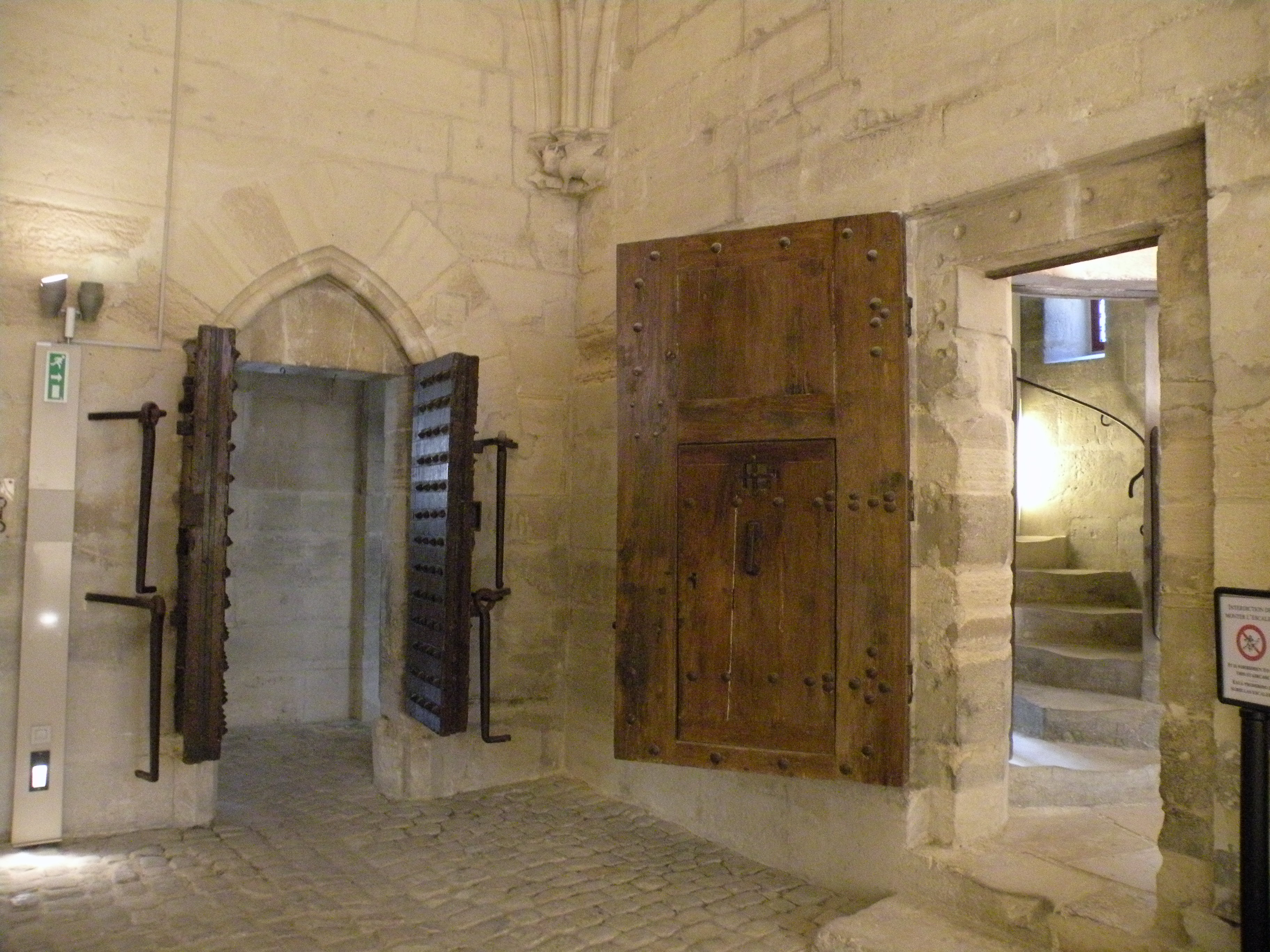
Parterul
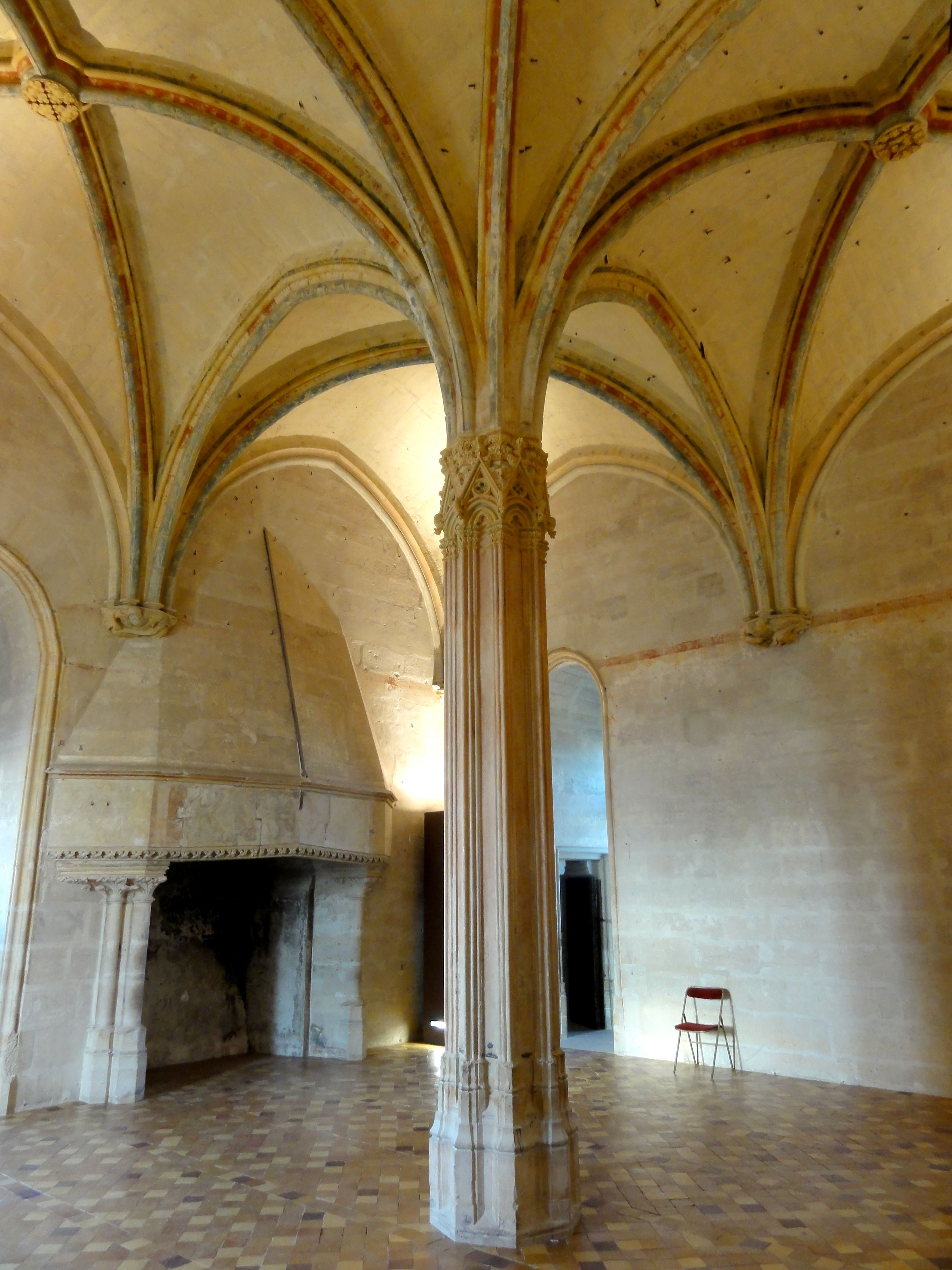
Camera Regei

### Sainte-Chapelle
Denumirea „Sainte-Chapelle” (sfânta capelă) se raportează la o capelă inclusă într-o reședință regală, construită de Sfântul Ludovic, cu același plan ca Sainte-Chapelle din Paris, care se bate clopotele la orele fixate pentru rugăciune în același timp ca acesteia și care găzduiește niște relicve ale Patimilor.
Capela de la Vincennes a fost fondată de Carol al V-lea în 1379 pentru a găzdui un spin a Sfintei Coroane de spini. A fost pusă sub dublul patronaj al Fecioarei Maria și al Sfintei Treimi și deservită de un colegiu de cincisprezece canonici. Totuși, lucrările au devenit efectiv operaționale numai în 1390, sub domnia lui Carol al VI-lea, dar s-au suspendat prin 1410. Timp de un secol, slujbele religioase au avut locul într-o capelă fără acoperiș și fără boltă. Lucrările s-au reluat în 1520 sub domnia lui Francisc I. Capela a fost terminată abia în 1548, sub domnia lui Henric al II-lea și sub conducerea arhitectului Philibert Delorme.
Capela are 40 m lungime, 12 m lățime și 20 m înălțime. Contrar a Sainte-Chapelle din Paris, nu are niciun etaj. Fațada vestică, construită ultima în sec. al XV-lea, este de stil gotic flamboaiant. Pe vârful contraforților se află salamandre și litere „F”, simboluri ale lui Francisc I. Timpanul și stâlpul central sculptat ale portalului au fost eliminate în timpul unei reamenajări în sec. al XVIII-lea. Decorul sculptat exterior datează din perioada 1390–1410. Arhivolta, realizată de sculptori necunoscuți, reprezintă Sfânta Treime cu ierarhia angelică.
Interior este compus dintr-o singură navă cu cinci travee, o absidă cu cinci laturi și două oratorii laterale. Oratoriul sudic, rezervat reginei, poartă stema lui Isabeau de Bavaria, soția lui Carol al VI-lea, iar cel nordic, rezervat regelui, poartă stema Ioanei de Bourbon. Spre nord se află o ușă decorată cu Încoronarea Fecioarei, care conduce la sacristia. Aceasta ține și loc de tezaur, destinat pentru păstrarea relicvelor. Bolta navei poartă literele „H” și „K”, inițialele lui Henric al II-lea și a soției sale Caterina de' Medici, precum și o semilună, referitoare a devizei lui Henric al II-lea: „Cum plena est, emula Solis” („când este (Luna) plină, egalează Soarele”). Realizate în perioada 1556–1559 de pictorul pe sticlă Nicolas Beaurain, vitraliile ilustrează Apocalipsa lui Ioan.

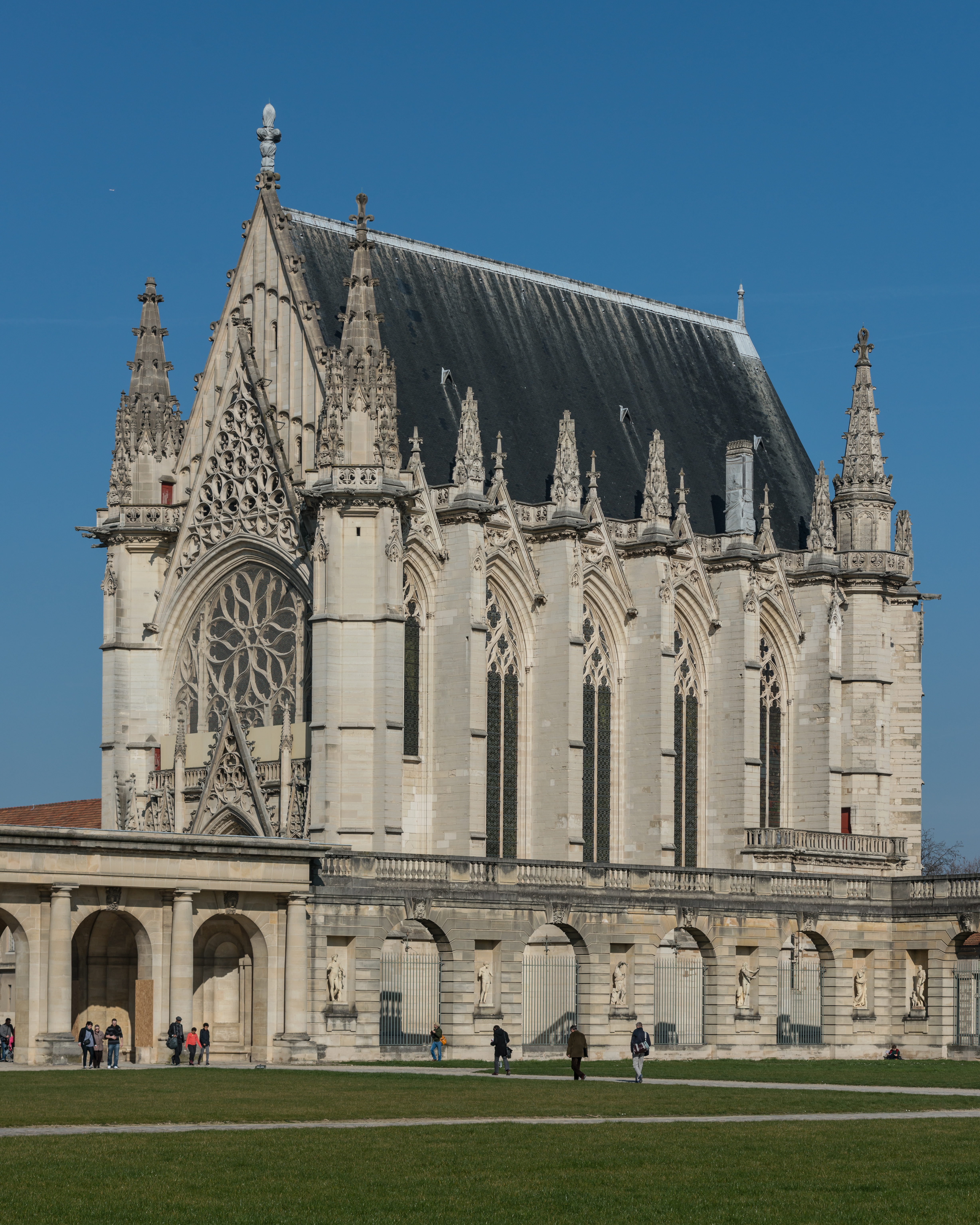
Fațadă sud-vestică
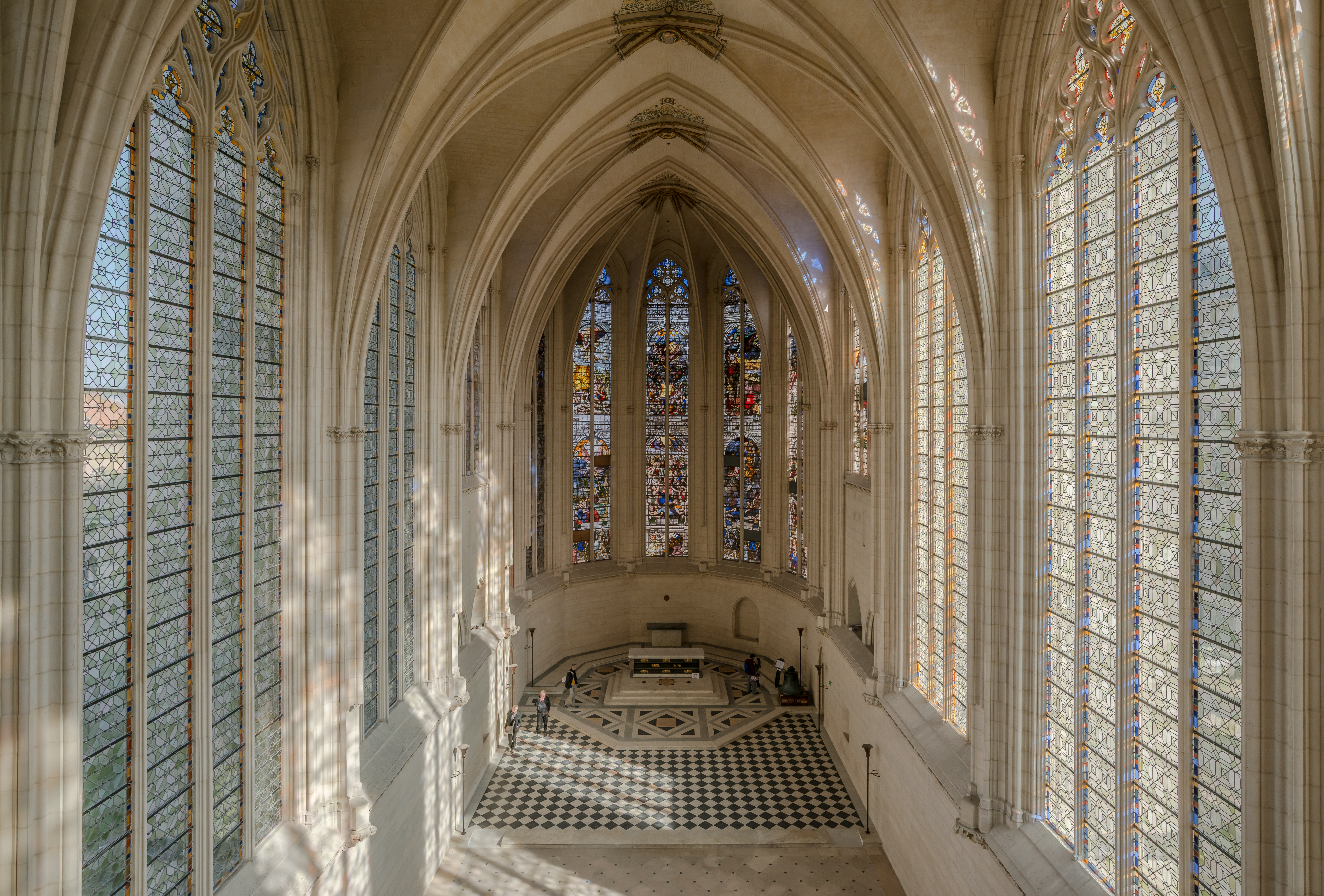
Interiorul
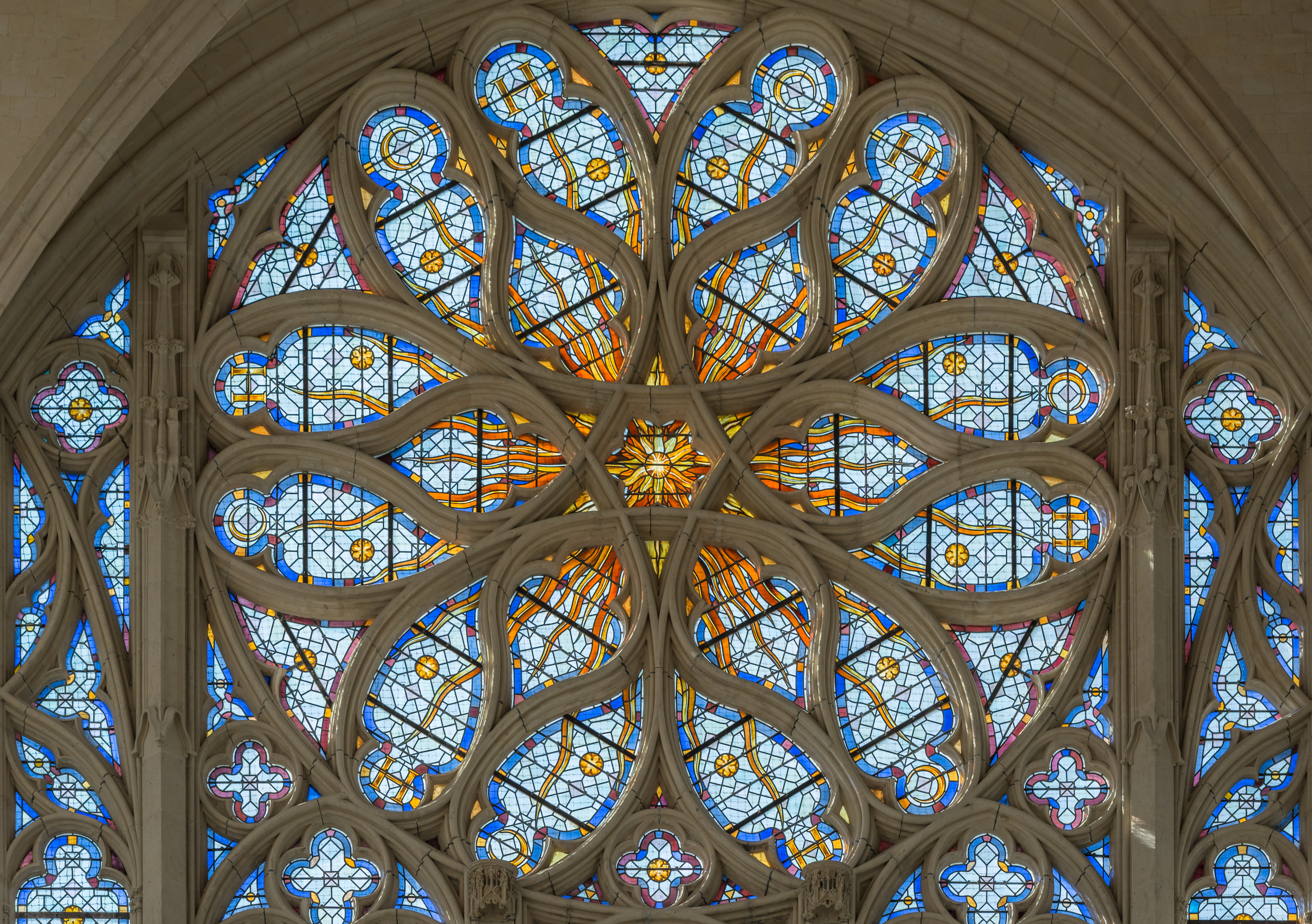
Rozeta

### Partea de stil clasic
Pavilion Regelui și cel al Reginei prezintă o fațadă de stil clasic pe trei niveluri, cu pilaștri colosali. Decorul interior, realizat sub îndrumarea lui Philippe de Champaigne, ilustrează teme din viața lui Ludovic al XIV-lea: căsătoria cu Maria Tereza, pacea de la Pirinei, etc. Turnul Gradinei (Tour du Bois) a fost transformat într-un arc de triumf și curtina sudică a fost amenajată cu arcade și nișe pentru a găsi copii după celebre statui antice. Un alt zid, și el perforat de arcade si decorat de statui, a fost ridicat pentru a separa partea de stil clasic de partea medievală. O cale, care prefigură actuala Avenue de Paris, s-a deschis între Piața Tronului (acum Place de la Nation) și Turnulețul de la Saint-Mandé, la extremitatea nord-vestică a domeniului. În momentul respectiv, terasa vestică era acoperită de grădini în stil francez desenați de André Le Nôtre, cu o seră de portocali, chioșcuri și o ghețărie. Acum au disparut.

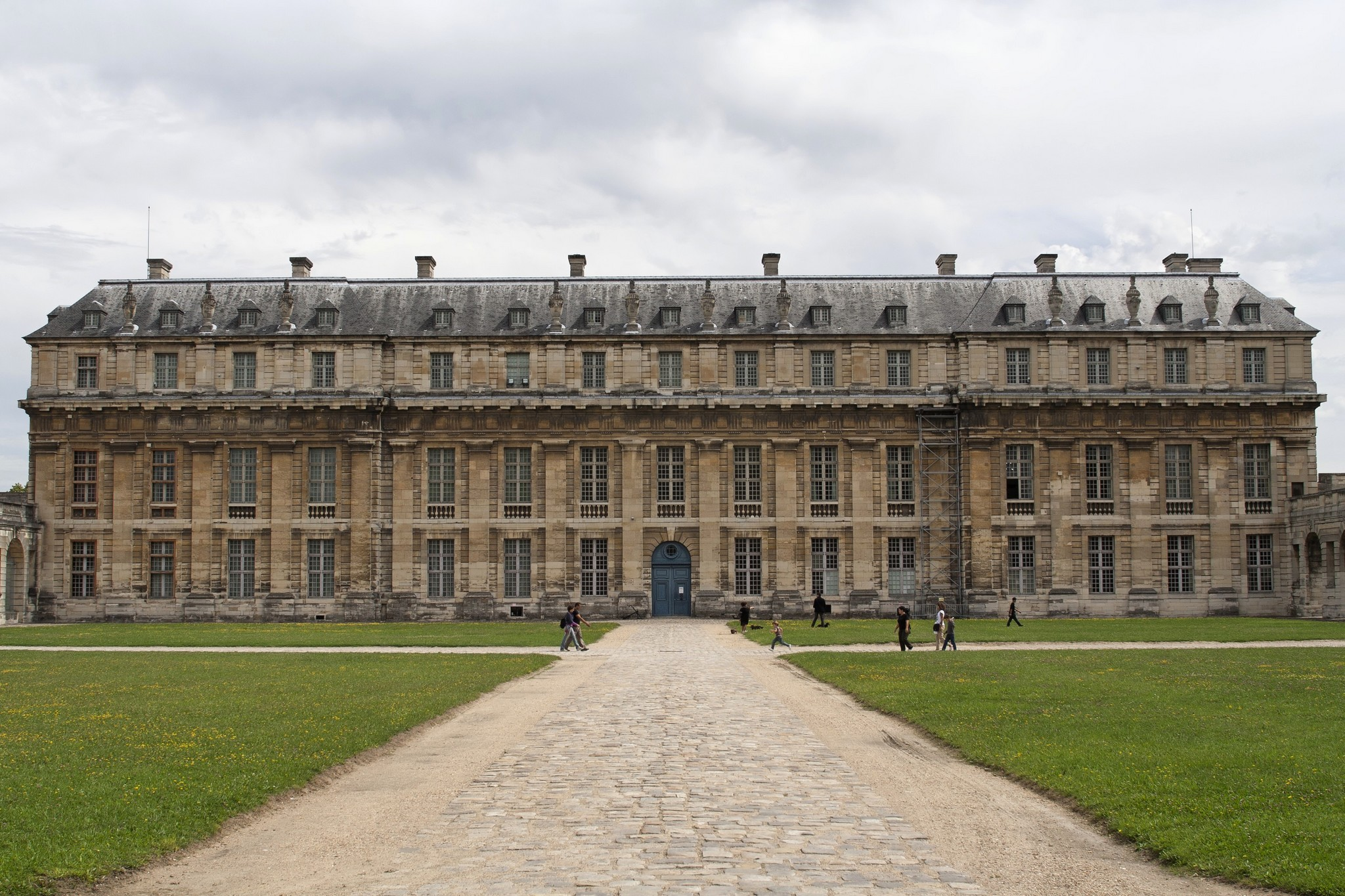
Pavilionul Reginei
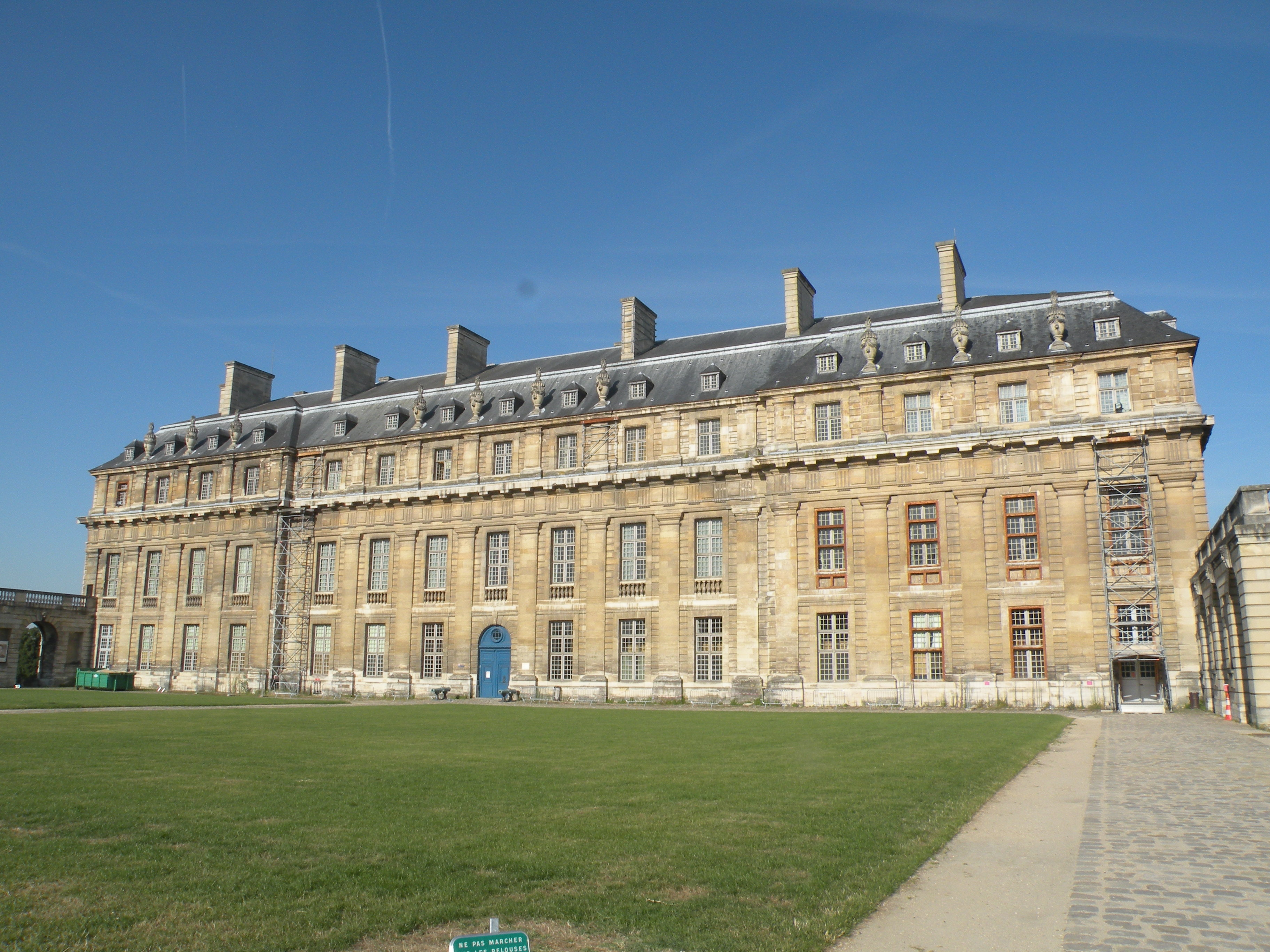
Pavilionul Regelui
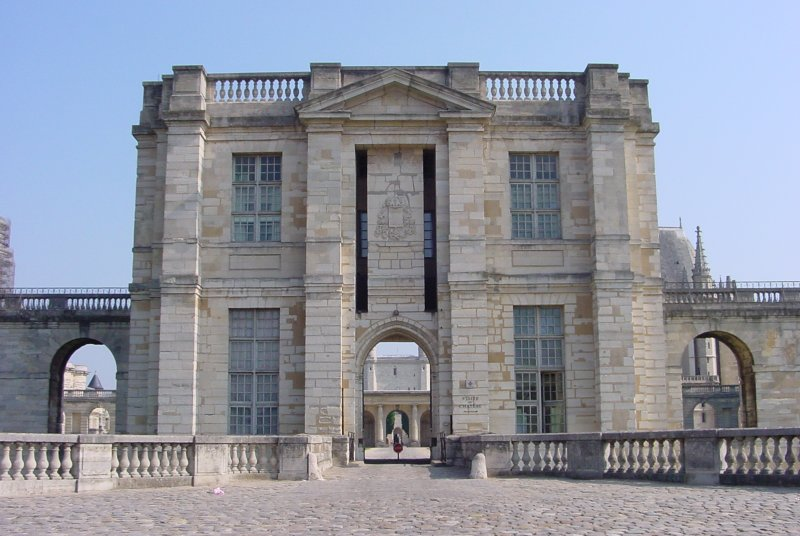
Turnul Gradinei
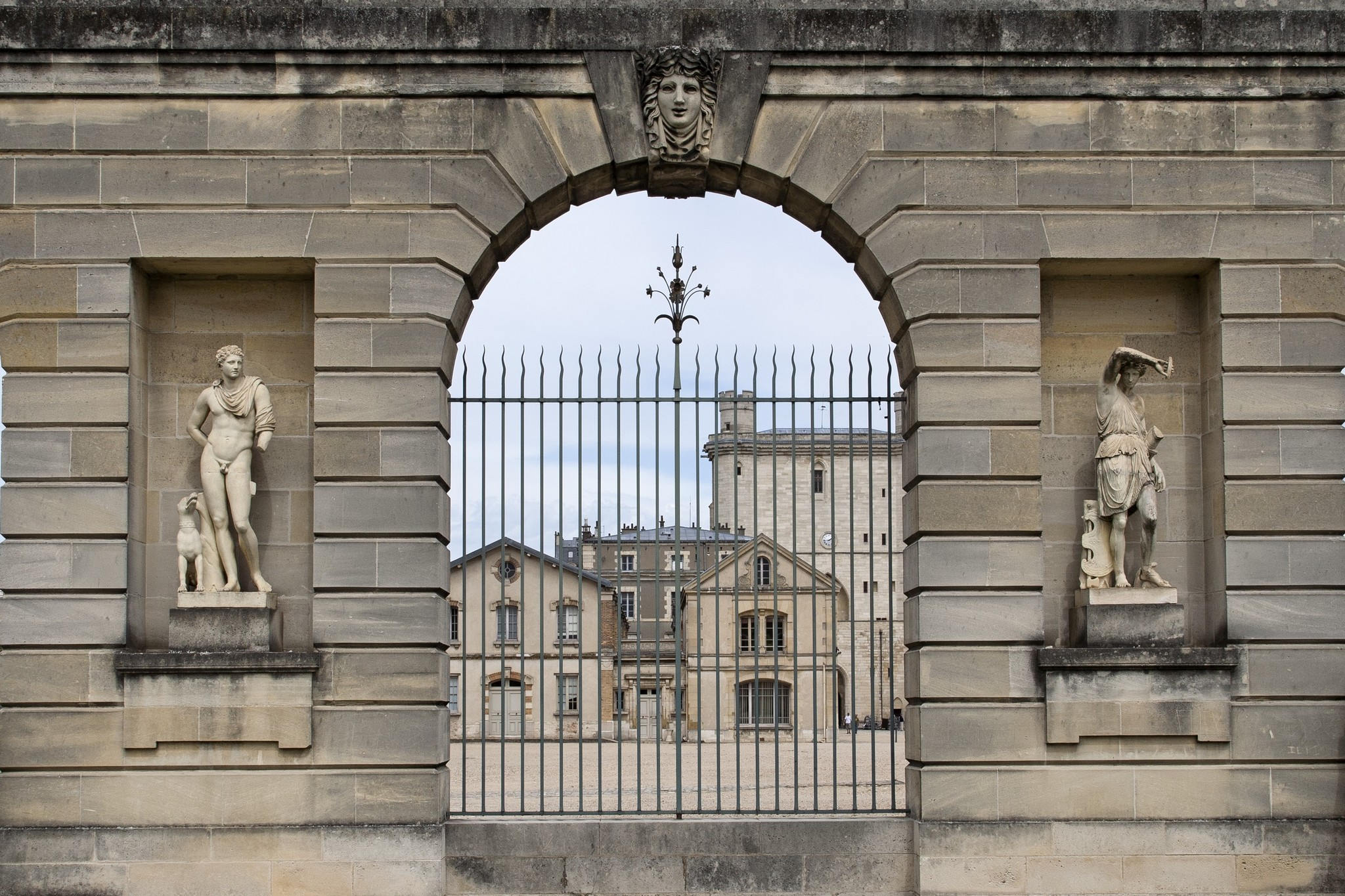
Galeria de arcade

## Vezi și